# Szigetújfalu
Szigetújfalu is een plaats (község) en gemeente in het Hongaarse comitaat Pest. Szigetújfalu telt 2086 inwoners (2001).